# Cofradía del Santísimo Rosario (Vivero)
La Ilustre y Venerable Cofradía del Santísimo Rosario es una de las ocho cofradías que existen en la Semana Santa de Vivero.

## Historia

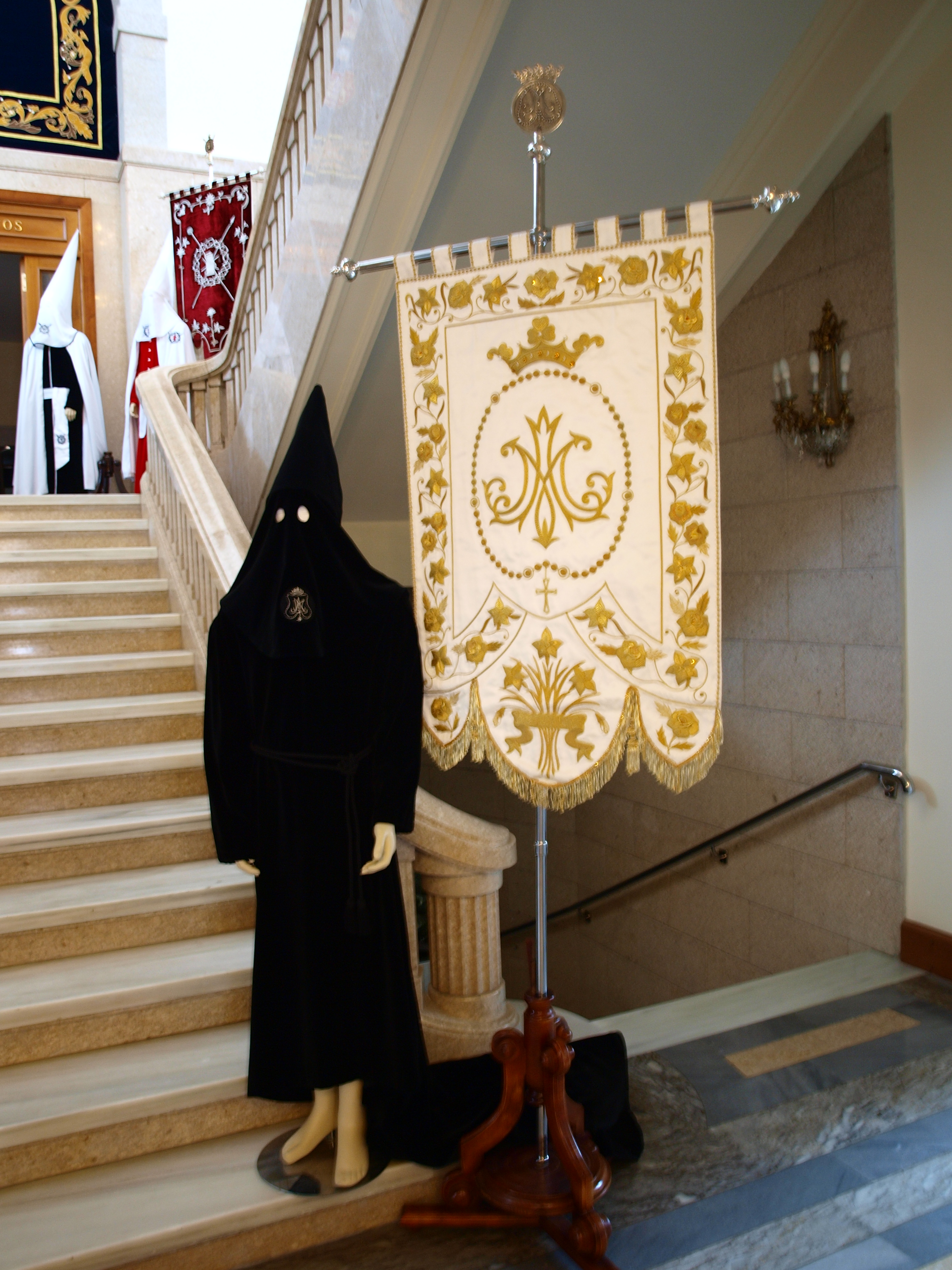
Estandarte y vestimentas de la Ilustre y Venerable Cofradía del Santísimo Rosario.

La primera referencia documentada sobre la Semana Santa de Vivero se remonta al siglo XIII, con la fundación de sus cofradías más antiguas. En 1282 nació en el desaparecido Convento de Santo Domingo de la localidad la Ilustre y Venerable Cofradía del Santísimo Rosario o de los nobles. Este sobrenombre venía dado porque de ella formaban parte las los principales linajes nobiliarios de Vivero. Esta hermandad celebraba, las funciones del Domingo de Ramos, con procesión alrededor de la iglesia. El Viernes Santo, realizaban el descencimiendo de Jesús, así como la procesión del Santo Entierro.
No obstante, durante la Contrarreforma, se llevaron a cabo acciones con el fin de reducir las escenificaciones públicas de la Semana Santa, con el fin de oponerse al avance del Protestantismo en Europa. La popularidad existente entre los devotos, llevó al obispo fray Antonio de Guevara, a la prohibición de la que el denominaba «representaciones y farsas del mundo», dando en cambio su aprobación para realizar la Procesión de la Vera Cruz.
En el siglo XIX, después de la guerra napoleónica, continuó la celebración de la Semana Santa, aunque no exenta de problemas, ya que se vería afectada por eventos como los procesos de Desamortización. En el año 1851, fue demolido el Convento de Santo Domingo, pasando la Cofradía del Rosario a la Capilla de los Dolores, situada en la iglesia parroquial de Santa María del Campo.
Durante el inicio del siglo XX, se manifiesta en Vivero una corriente de anticlericarismo, que hace menguar el número de cofrades de las dos cofradías existentes en aquel momento. Ante esta situación, el párroco de Santa María del Campo hace un llamamiento para animar a la inscripción de nuevos cofrades. Estas inscripciones, junto a diversos donativos, fueron vitales para la revitalización de la Semama Santa vivariense. Después de esta iniciativa, el Rosario encarga al maestro valenciano José Tena la imagen del Cristo Yaciente, así como la imagen del San Juan y la de María la Magdalena.

## Estandarte
El estandarte de la Ilustre y Venerable Cofradía del Santísimo Rosario fue confeccionado por las Esclavas del Santísimo de Ferrol y que lo confeccionaron entre los años 1976 y 1978. Su tejido es de raso blanco, con bordados en hilo de oro. En la parte central se representa el símbolo mariano «Ave María» enmarcado por un gran rosario sobre el que, a su vez, se asienta una corona. Los bordes se decoran con motivos florales y su base se remate en tres flechas, de las que cuelgan flecos y borlas. En el reverso del estandarte, aparece bordada igualmente en hilo dorado la inscripción «Ilustre y Venerable Cofradía del Santísimo Rosario» así como la fecha de confección en números romanos.

## Procesiones
Durante la Semana Santa, la Ilustre y Venerable Cofradía del Santísimo Rosario, se encarga de sacar las siguientes procesiones:
- Descendimiento de Jesús de la Cruz (Viernes Santo)
- Procesión del Santo Entierro (Viernes Santo)

### Cofradías de la Semana Santa Vivariense similares
- Venerable Orden Tercera Franciscana.
- Ilustre y Venerable Cofradía del Santísimo Rosario.
- Cofradía del Santísimo Cristo de la Piedad (Vivero).
- Hermandad del Prendimiento (Vivero).
- Hermandad de las Siete Palabras (Vivero).
- Hermandad de la Santa Cruz (Vivero).
- Cofradía de O Nazareno dos de Fóra.
- Cofradía de la Misericordia (Vivero).